# Saint-Laurent (Cher)
Saint-Laurent è un comune francese di 422 abitanti situato nel dipartimento del Cher, nella regione del Centro-Valle della Loira.

## Società

### Evoluzione demografica
Abitanti censiti